# Felsőoktatási könyvtár

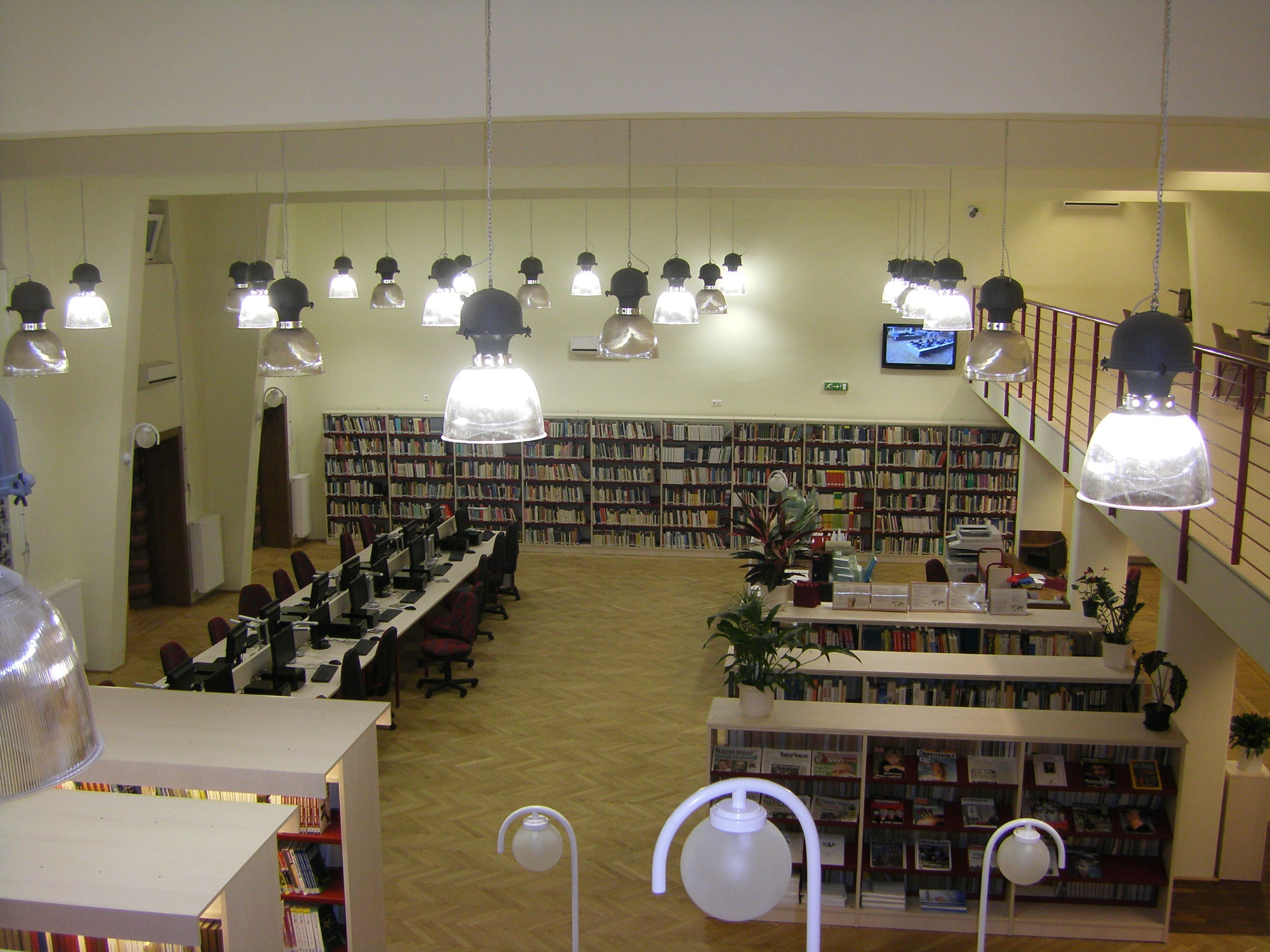
Kecskeméti Főiskola Könyvtár és Információs Központ Műszaki és Gazdasági Szakkönyvtára, Infotér

A felsőoktatási könyvtárak a könyvtári rendszer kulcsfontosságú intézményei, elsősorban azért, mert a nemzet boldogulása szempontjából egyik legjelentősebb könyvtárhasználói réteget szolgálják: az egyetemi, főiskolai hallgatókat és oktatókat. Nagy múlttal rendelkeznek, az európai művelődés és tudomány legszilárdabb intézményeihez, az egyetemekhez kötődnek. A hallgatók tömegeinek kiszolgálása mellett a felsőoktatás szerves részét képező kutatómunkát is szolgálniuk kell. Felsőoktatási könyvtár alatt az egyetemek, illetve a főiskolák gondozásában működő könyvtárakat értjük.
Törvény mondja ki, hogy "a felsőoktatási intézménynek az alaptevékenységéhez igazodóan biztosítania kell a könyvtári szolgáltatást, ..."

## A felsőoktatási könyvtárak története
A tudományos könyvtárak gyökerei Platónig és Arisztotelészig vezethetők vissza. Arisztotelész tanítványai rendelkezésére bocsátotta magánkönyvtárát, amely ezáltal a világ első felsőoktatási könyvtárának tekinthető. A római korban Hadrianus tartotta kiemelkedően fontosnak, hogy a Rómában működő főiskolában könyvtár is a tanulni és oktatni vágyók rendelkezésére álljon.
Magyarországon a könyvtár intézménye a kolostorokban fejlődött ki.
Legrégebbi felsőoktatási könyvtárnak tekinthető könyvtárak Pécsen és Óbudán léteztek, ezekről töredékes emlékek maradtak fenn.
Veszprémben a székesegyház mellett működött egy, a párizsi egyetem mintájára szervezett főiskola. Jelentős könyvtára volt, melyről feljegyezték, hogy egy tűz kapcsán elpusztult.
Mátyás király Pozsonyban alapított intézménye, az Academia Istropolitana is rendelkezett könyvtárral.
A reformáció időszakában sorra alakultak új egyetemek, és ezzel együtt egyetemi könyvtárak, leginkább német területen.
A 17-18. században jelennek meg az első szakfőiskolák mellett a szakfőiskolai könyvtárak. Ekkorra természetessé válik, hogy az egyetemek könyvtáraikkal együtt léteznek.
A magyarországi reformáció két kiemelkedő protestáns oktatási intézménye a debreceni és a sárospataki kollégium, melyek főiskolai jellegű könyvtárakkal rendelkeztek. Könyvtáraik elsősorban a tanulókat szolgálták, könyvtárosaik is a diákok közül kerültek ki.
A jezsuita rend alapította 1635-ben a nagyszombati jezsuita egyetemi könyvtárat, a mai Eötvös Loránd Tudományegyetem Egyetemi Könyvtárának elődjét.
A 19. században a felsőoktatási intézmények és a könyvtárak differenciálódtak. A növekvő intézmények karokra és tanszékekre tagolódtak, amelyek saját önálló könyvtárakat létesítettek. A kiegyezés után megnövekedett a szakfőiskolák és a szakegyetemek száma. A 20. században a hallgatói létszám növekedésével a felsőoktatási könyvtárak egyre fontosabb szerepet töltenek be.
A 21. század küszöbén a felsőoktatási könyvtárak - az összes többi könyvtártípussal karöltve - új kihívások elé néznek. A könyvtárban és a könyvtár körül lényegében minden változik: a szolgáltatások, a technika, a szervezeti felépítés, tulajdonos, fenntartó, hozzáférés, érdekek. A piaci szemlélet a könyvtárak körében is meghatározó szerepet tölt be.

## A felsőoktatási könyvtárak fenntartása
A felsőoktatási könyvtárak fenntartása az anyaintézmény, vagyis a főiskola/egyetem feladata. A fenntartó intézmény felelős a könyvtári infrastruktúráért. A könyvtár magáévá teszi és tükrözi fenntartójának küldetését, céljait, filozófiáját, kultúráját, ezáltal aktív szereplőjévé válik a felsőoktatásnak.
A 21. századi, felsőoktatási könyvtárakra váró kihívások az alábbiak:
- Megfelelés a tudás társadalmának.

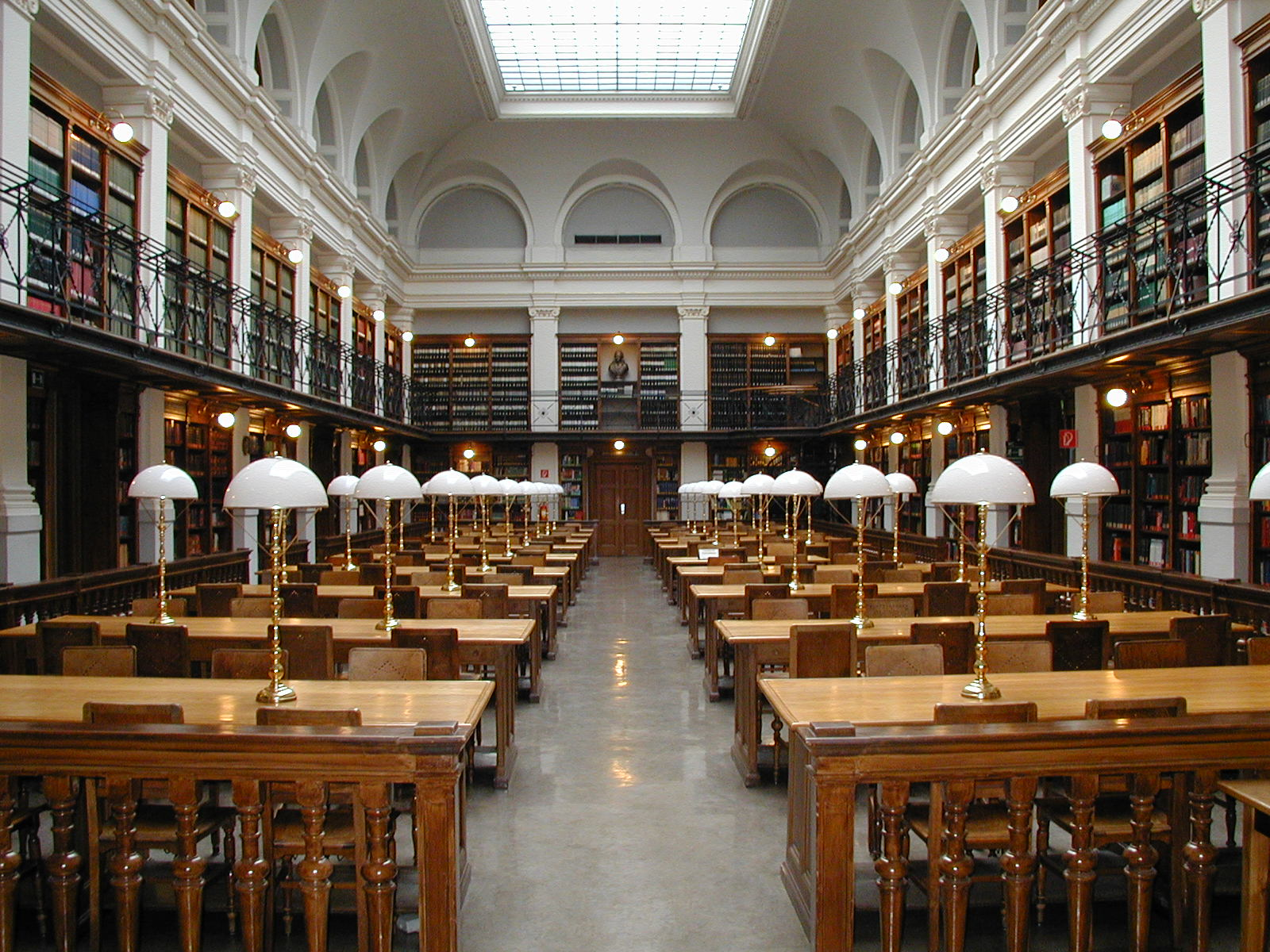
Egyetemi Könyvtár, Graz, olvasóterem

- Távoktatás (távoli elérés) megteremtése.
- Globalizáció: globális gazdaság információ általi meghatározottsága.
- Digitalizáció.
- Virtualizáció.
- Integráció.
- Innováció.
- Verseny.
- Együttműködés.
- Informatikai technika fejlődése.
- Felelősség.[7]

## A felsőoktatási könyvtár feladatai
Törvényi szabályozás rendelkezik arról, hogy "a tudományos és szakkönyvtári ellátás az Országos Széchényi Könyvtár, a Debreceni Egyetem Egyetemi és Nemzeti Könyvtára, az országos szakkönyvtárak, az állami egyetemek könyvtárai, valamint a nyilvános könyvtári ellátást vállaló egyéb szak- és felsőoktatási könyvtárak feladata." "A tudományos és szakkönyvtári ellátás az (1) bekezdésben felsorolt könyvtárak, valamint a könyvtári rendszer minden egyéb tagjának együttműködésével valósul meg."
A felsőoktatási könyvtárak feladatai két nagy területen, a könyvtári rendszerben és a felsőoktatás rendszerében jelentkeznek.
A felsőoktatási könyvtáraknak az alábbi funkciói különíthetők el:
- Az oktatómunka támogatása: a könyvtárnak szolgáltatnia kell a felsőoktatási intézményben oktatott valamennyi tudományterület alapdokumentumait, a hallgatóság egésze számára hozzáférhetővé kell tennie a tananyagot, továbbá biztosítania kell a tudományos munka elsajátításához és végzéséhez szükséges tájékoztató apparátust. Szolgáltatásainak elsősorban a tanulásra, valamint a tanulási módszerek elsajátítására kell irányulniuk. A korszerű felsőoktatási könyvtárnak tanulási forrásközpontnak kell lennie, ahol a hallgatónak minden eszköz a rendelkezésére áll a tanuláshoz.
- A kutatómunka támogatása: a felsőoktatásban az oktatói kar és a hallgatók egy része kutatómunkát végez. Számukra a specifikus információ, az egyedi igények kielégítése, a szakirodalmi szolgáltatások széles köre a fontos.
- Szakkönyvtári feladatok: a szakkönyvtári ellátásban jelentős szerepük van a felsőoktatási könyvtáraknak. A könyvtári rendszer a vállalt szakterületen sokszor országos szakkönyvtári feladatokat is elvár a felsőoktatási könyvtáraktól, főként azokon a területeken, ahol nincs önálló országos szakkönyvtár.
- Feladatok a könyvtári rendszerben: előfordulhat, hogy felsőoktatási könyvtárak látnak el nemzeti könyvtári feladatokat (is). Magyarországon a Debreceni Egyetem Egyetemi és Nemzeti Könyvtára vállal részt a nemzeti könyvtári feladatokból.
- Egyéb felsőoktatási feladatok: általában a felsőoktatási könyvtárakban történik a hallgatók felkészítése a kutatómunkára, a kutatási, szakirodalom- és könyvtárhasználati ismeretek elsajátíttatására.

A könyvtár információs központ, gyakran helyet ad az intézmény számítógépes központjának, audiovizuális berendezéseinek. Színhelye lehet kiállításoknak, rendezvényeknek; a felsőoktatási intézmény történetére vonatkozó dokumentumok gyakran a könyvtár különgyűjteményeként jelennek meg.
A könyvtárat fenntartó felsőoktatási intézmények Szervezeti és Működési Szabályzatában (SzMSz) pontosan megfogalmazva szerepel az adott felsőoktatási könyvtár feladata. A Szegedi Tudományegyetem SzMSz-ének a Klebelsberg-Könyvtárra vonatkozó része jól összefoglalja a fent felsorolt feladatokat:
"A Szegedi Tudományegyetem Klebelsberg Kunó Könyvtára a szakirodalmi, információs, oktatási és kutatási feladatokat ellátó nyilvános tudományos közgyűjtemény. Fenntartója a Szegedi Tudományegyetem...
Alapvető feladata, az Egyetem oktató, kutató és tanulmányi munkájához szükséges szakirodalmi tartalomszolgáltatás és könyvtári információs ellátás biztosítása, a hagyományos és elektronikus (digitális) dokumentumok beszerzése, szakszerű feltárása révén. A Könyvtár a dokumentumokhoz és információkhoz történő hozzáférést és azok használatához a szaktájékoztatást hagyományos és számítógépes olvasói tereiben és külön gyűjteményeiben biztosítja. Az Egyetemen központi könyvtári feladatokat végez, biztosítja az Elektronikus Információszolgáltatás Nemzeti Program (EISZ) használatát, nyilvános könyvtárként részt vesz az [[Országos Dokumentumellátási Rendszer] (ODR) működtetésében."

## A felsőoktatási könyvtárak fajtái

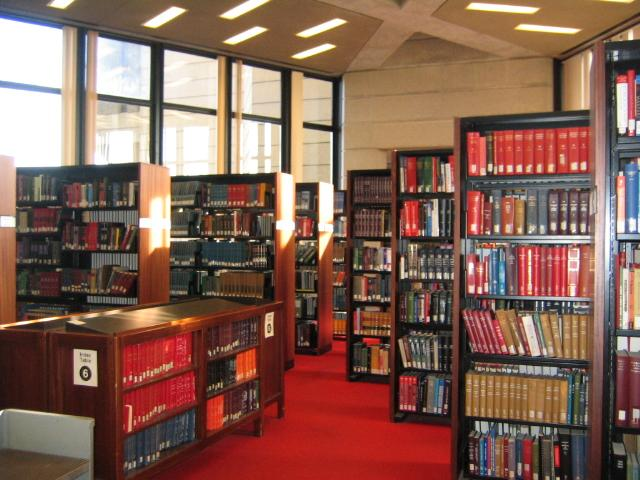
Egyetemi Könyvtár, Torontó

A felsőoktatási könyvtárak intézményen belüli szerkezete különböző modelleket követhet. Az egyik modell szerint minden könyvtárnak (központi, kari, tanszéki) önálló működési szabályzata és költségvetése van. A másik, központosított modell szerint minden egység a központi könyvtárhoz tartozik. A könyvtári modell a helyi sajátosságok figyelembevételével alakítható ki.
- Tudományegyetemi könyvtár

A tudományegyetemek könyvtárai nyilvános könyvtárként részt vesznek az országos dokumentumellátásban és a szakkönyvtári ellátásban. Ezek általános gyűjtőkörű könyvtárak, azonban ez az általánosság csak az intézmény oktatási körébe tartozó tudományokra vonatkozik. Gyűjtőkörük széles, de emellett specializálódás is jellemzi őket.
A tudományegyetemi könyvtárak kari és tanszéki könyvtárakat tartanak fenn, amelyek önállóságuk ellenére is a központi könyvtár részegységei.
- Szakegyetemi könyvtár

A szakegyetemek könyvtárai a szakkönyvtárakhoz hasonlóan egy tudományterületre, ill. annak határterületeire koncentrálnak. Feladatuk elsősorban az adott terület felsőoktatási igényeinek kiszolgálása. Gyűjteményük és szolgáltatási rendszerük erősen specializált.
- Főiskolai könyvtár

A főiskolai könyvtár feladataiban és működésében nem tér el az egyetemi könyvtártól. A főiskolai oktatásban talán hangsúlyosabb az oktatási feladat, mint a kutatómunka, ez a könyvtár prioritásain is megmutatkozhat.
- Kari könyvtár

A kari könyvtárak feladata az, hogy biztosítsák az egyes karok hallgatói és oktatói számára a megfelelő tanulási színteret és az alapvető szakirodalmat.
- Tanszéki, intézeti könyvtár

A tanszéki könyvtárak gyűjteményei a tanszékeken folyó műhelymunka nélkülözhetetlen eszközei. Állományuk a felsőoktatási intézmény tulajdona; az aktuális igények alapján a legfrissebb szakirodalomból a professzorok igényei szerint alakul. Dokumentumaik nyilvántartása és feldolgozása a központi könyvtárban történik, helyileg azonban a tanszékeken találhatók. Gyűjteményük zárt, vagy csak korlátozottan nyilvános.

## A felsőoktatási könyvtárak gyűjteményi sajátosságai
Az egyetemi, főiskolai könyvtárak gyűjteménye az oktatás és kutatás szolgálója.
Egy felsőoktatási könyvtár gyűjteményének tartalmaznia kell:
- az oktatott tudományok kérdéseit, témáit összegyűjtő forrásműveket, tájékoztató apparátust (kézikönyvek, lexikonok, bibliográfiák, adatbázisok stb.);
- az oktatott tudományok rendszerét, szintézisét nyújtó összefoglaló műveket;
- az érintett tudományterületek részkérdéseit tárgyaló művek válogatott repertoárját.

A könyvtár szolgáltatja mindazokat a dokumentumokat, amelyek a tanár és a diák felkészüléséhez szükségesek. Dokumentumtípusok tekintetében ez elsősorban könyveket és folyóiratokat jelent, de bármely más dokumentumtípus számba jöhet, amely az oktató- vagy kutatómunkához szükséges információt tartalmaz.
Speciális feladata lehet a felsőoktatási könyvtárnak, hogy gyűjtse az intézményre vonatkozó – olykor levéltári jellegű – dokumentumokat.
A felsőoktatási könyvtárak fontos feladata idegen nyelvű szakirodalom beszerzésével is támogatni az intézményben folyó oktató- és kutatómunkát. A külföldi folyóiratok hozzáférhetőségének nagyon nagy a stratégiai jelentősége. Felsőoktatási könyvtár ma már nem létezhet elektronikus formában hozzáférhető információforrások szolgáltatása nélkül.
A gyűjteményépítés alapvető forrásai az oktatók által a hallgatók számára összeállított irodalomjegyzékek. A felsőoktatási könyvtár állománygyarapítása elképzelhetetlen az oktatókkal való szoros kapcsolat nélkül. Gyűjtőkörének fontos eleme a példányszám meghatározása. A hallgatók létszámának és a tananyag jellegének megfelelő példányban kell rendelkezésre állni a műveknek.

## A felsőoktatási könyvtárak szolgáltatásai

### Hozzáférés
A felsőoktatási könyvtár nyitvatartásának a lehető legrugalmasabban kell alkalmazkodnia a hallgatók könyvtárhasználati igényeihez. Vizsgaidőszakban a legtöbb könyvtár késő estig tart nyitva.
Egyre több lehetőség nyílik arra, hogy a felsőoktatási könyvtárak gyakorlatilag korlátlan elérhetőséget biztosítsanak használóik számára (önkiszolgáló kölcsönzés és visszavétel, szakadatbázisok távoli használata stb.).
Kölcsönzési rendjük mindig alkalmazkodik az anyaintézmény igényeihez. A kötelező irodalomból nagyobb kölcsönözhető példányszám áll rendelkezésre, és a jobb kihasználtság érdekében általában ezeket a műveket rövidebb időre lehet kikölcsönözni. Vannak dokumentumok, amelyeket csak néhány órára, hétvégére, esetleg éjszakára lehet kikölcsönözni.
A kölcsönzési rend feltétele, hogy jól szabályozott legyen, és gondoskodjon a dokumentumok visszajuttatásáról (késedelmi díj, szankciók stb.).
Fontos a helybenhasználat megfelelő feltételeinek megteremtése. A kézikönyvtári állomány, a folyóiratok, a nem kölcsönözhető művek olvasásához nyugodt körülmények kellenek. A könyvtár olvasóterme nagyobb tömegek fogadására kell, hogy felkészüljön.
A könyvtári anyag minél nagyobb részét – lehetőség szerint az egész állományt – szabadpolcon célszerű elhelyezni a felsőoktatási könyvtárakban.
Lényeges, hogy a korszerű technikai eszközök a hallgatók rendelkezésére álljanak: fénymásoló, nyomtató, szkenner - melyeket térítés ellenében szabadon használhatnak.
A digitalizációnak köszönhetően egyre több szakirodalom olvasható számítógép segítségével (online hozzáférhető folyóiratok, elektronikus dokumentumok stb.), melyekhez a könyvtáraknak meg kell teremtenie a hozzáférést. Fontos a távoli hozzáférés megoldása.
A felsőoktatási intézmények együttműködésének egyik formája, hogy közös katalógusokat, lekérdező felületeket fejlesztenek ki, és a szükséges dokumentumhoz (pl. egy folyóiratcikk elektronikus változata) akár egy nap alatt is hozzájuthat az olvasó az elektronikus dokumentumszolgáltató rendszerek segítségével.
A felsőoktatási intézményekben készülő szakdolgozatokat a könyvtárak többsége elektronikusan hozzáférhetővé teszi – a szükséges korlátozások bevezetésével (pl.: másolás lehetőségének kizárásával).

### Tájékoztatás, információs szolgáltatások
A felsőoktatási könyvtárak alapszolgáltatása - a tájékoztatáson, dokumentumok kölcsönzésén túl - a könyvtárhasználati és forráshasználati kurzusok tartása, adatbázis-kezelési, bibliográfiai ismeretek oktatása.
A kutatáshoz kapcsolódó kérdések esetében a felsőoktatási könyvtár gyakorlatilag szakkönyvtári szolgáltatásokat nyújt.
Ha a felsőoktatási könyvtár a könyvtári rendszer keretében szakkönyvtári feladatokat lát el külső felhasználók számára, fel kell vállalnia az ezzel járó szolgáltatásokat is (bibliográfiák, adatbázisok, témafigyelés, irodalomkutatás, referálás stb.).
A felsőoktatási intézmény könyvtára tanulási forrásközpont. Azok a könyvtárak tudnak igazán sikeresek, minőségelvűek maradni, amelyekben a hallgatók jól érzik magukat (kellemes környezet és légkör, megfelelő technikai felszereltség, betartható szabályok, segítőkész személyzet) és eredményes munkát tudnak végezni.

## Magyar felsőoktatási könyvtárak listája
- Szent István Egyetem Állatorvos-tudományi Könyvtár, Levéltár és Múzeum, http://konyvtar.univet.hu/
- Általános Vállalkozási Főiskola Könyvtára, https://web.archive.org/web/20130122053130/http://www.avf.hu/altalanos_informaciok/konyvtar/
- Budapesti Gazdasági Főiskola Kereskedelmi, Vendéglátóipari és Idegenforgalmi Karának Könyvtára, http://www.bgf.hu/kvik/szervezetiegysegeink/KVIK_SZOLG/KONYVTAR/ Archiválva 2012. november 30-i dátummal a Wayback Machine-ben

https://web.archive.org/web/20121102135541/http://idfokvt.kvif.bgf.hu/
- Budapesti Gazdasági Főiskola Pénzügyi Számviteli Főiskolai Kar Központi Könyvtára, http://lib.pszfb.hu/ Archiválva 2013. április 6-i dátummal a Wayback Machine-ben
- Budapesti Műszaki és Gazdaságtudományi Egyetem Országos Műszaki Információs Központ és Könyvtár, http://www.omikk.bme.hu/
- Budapesti Gazdasági Főiskola Külkereskedelmi Kar Könyvtára, https://web.archive.org/web/20130122053357/http://tlwww.kkf.hu/ktweb/
- Budapesti Kommunikációs és Üzleti Főiskola Könyvtára, http://www.bkf.hu/index.php?lap=konyvtar Archiválva 2013. április 24-i dátummal a Wayback Machine-ben
- Central European University Library, http://www.library.ceu.hu/
- Budapesti Corvinus Egyetem Könyvtári hálózata, http://www.uni-corvinus.hu/index.php?id=6626
- Debreceni Egyetem Egyetemi és Nemzeti Könyvtár, http://www.lib.unideb.hu/
- Dunaújvárosi Főiskola Könyvtár és Információs Központ, https://web.archive.org/web/20101130141018/http://portal.duf.hu/main.php?folderID=922
- Eötvös Loránd Tudományegyetem Egyetemi Könyvtári Szolgálat, https://web.archive.org/web/20121020224924/http://konyvtar.elte.hu/web/
- Eötvös Loránd Tudományegyetem Pedagógiai és Pszichológiai Kar Könyvtára, https://web.archive.org/web/20161213100035/http://www.ppk.elte.hu/old/?option=com_content&view=category&layout=blog&id=332&Itemid=318
- Eötvös Loránd Tudományegyetem Tanító- és Óvóképző Kar Könyvtár, http://www.tofk.elte.hu/konyvtar/des3/
- Eszterházy Károly Katolikus Egyetem Tittel Pál Könyvtár, https://uni-eszterhazy.hu/konyvtar
- Eötvös József Főiskola Könyvtára, https://web.archive.org/web/20120802092640/http://konyvtar.ejf.hu/
- Gál Ferenc Hittudományi Főiskola Könyvtára, https://web.archive.org/web/20121104050932/http://www.gfhf.hu/konyvtar/
- Entz Ferenc Könyvtár és Levéltár, http://efkl.uni-corvinus.hu/ Archiválva 2012. november 21-i dátummal a Wayback Machine-ben
- Kaposvári Egyetem Egyetemi Könyvtár, http://lib.ke.hu/
- Károly Róbert Főiskola Könyvtára, https://web.archive.org/web/20130211163507/http://alia.karolyrobert.hu/cms/netalon.xml?data_id=2022
- Kecskeméti Főiskola Könyvtár és Információs Központ, http://kik.kefo.hu/web/guest Archiválva 2012. október 11-i dátummal a Wayback Machine-ben
- Kodolányi János Főiskola Könyvtára, http://www.kodolanyi.hu/lib/ Archiválva 2013. január 10-i dátummal a Wayback Machine-ben
- Liszt Ferenc Zeneművészeti Egyetem Központi Könyvtára, https://web.archive.org/web/20100106162257/http://www.zeneakademia.hu/gyujtemenyek/a_liszt_ferenc_zenemuveszeti_egyetem_kozponti_konyvtara
- Magyar Képzőművészeti Egyetem Könyvtára, http://www.mke.hu/konyvtar/index.php
- Miskolci Egyetem Könyvtár, Levéltár, Múzeum, http://www.lib.uni-miskolc.hu/web/konyvtar/%5B%5D
- Modern Üzleti Tudományok Főiskolája – Edutus Főiskola Könyvtára, http://konyvtar.mutf.hu/
- Moholy-Nagy Művészeti Egyetem Könyvtár, http://konyvtar.mome.hu/
- Nyugat-magyarországi Egyetem Apáczai Csere János Kar Könyvtára, https://web.archive.org/web/20160308044732/http://www.ak.nyme.hu/index.php?id=654&L=1&id=654
- Nyugat-magyarországi Egyetem Központi Könyvtár és Levéltár, http://ilex.efe.hu/
- Nyíregyházi Főiskola Központi Könyvtár és Szakirodalmi Információs Központ, http://www.olvass-sokat.hu/foiskola/
- Pannon Egyetem Egyetemi Könyvtár és Levéltár, http://konyvtar.uni-pannon.hu/
- Budapesti Gazdasági Főiskola Gazdálkodási Kar Zalaegerszeg Könyvtár, https://web.archive.org/web/20121103051447/http://gkz.bgf.hu/konyvtar/index.php
- Pázmány Péter Katolikus Egyetem Hittudományi Kar Könyvtár, http://www.htk.ppke.hu/informaciok
- Pázmány Péter Katolikus Egyetem Vitéz János Kar Könyvtár, https://web.archive.org/web/20130114012740/http://libri.vjk.ppke.hu/
- Pázmány Péter Katolikus Egyetem Bölcsészet- és Társadalomtudományi Kar, https://btk.ppke.hu/szolgaltatasaink/konyvtar
- Pécsi Tudományegyetem Egyetemi Könyvtár, http://www.lib.pte.hu/
- Savaria Egyetemi Központ Könyvtára, https://web.archive.org/web/20121103014241/http://www.bdtf.hu/konyvtar/
- Semmelweis Egyetem Központi Könyvtár, http://www.lib.sote.hu/
- Széchenyi István Egyetem Egyetemi Könyvtár, https://web.archive.org/web/20120917130829/http://lib.sze.hu/elerhetosegeink_1
- Szegedi Tudományegyetem Klebelsberg Könyvtár, http://ww2.bibl.u-szeged.hu/
- Szolnoki Főiskola Könyvtár és Távoktatási Központ, https://web.archive.org/web/20180616031331/http://konyvtar.szolfportal.hu/
- Szent István Egyetem Gazdasági, Agrár- és Egészségtudományi Kar Békéscsabai Könyvtára, https://web.archive.org/web/20130126122728/http://szakkonyvtar.szie.hu/web/bekescsaba
- Szent István Egyetem Kosáry Domokos Könyvtár és Levéltár, https://web.archive.org/web/20130122040319/http://dis.gau.hu/
- SZIE Szarvasi Karok Könyvtára, https://web.archive.org/web/20121117111943/http://konyvtar.szv.tsf.hu/index.phtml
- Színház- és Filmművészeti Egyetem - Könyvtár, Kottatár és Médiatár, http://szfe.hu/konyvtarunkrol-2/
- Zrínyi Miklós Nemzetvédelmi Egyetem Központi Könyvtára, https://web.archive.org/web/20121120001055/http://portal.zmne.hu/portal/page?_pageid=34,17473&_dad=portal&_schema=PORTAL